# Río Jor
El río Jor (en ruso, Хор; en el idioma local, significa «diablo, el diablo», «черт, дьявол») es un río del noroeste asiático, un afluente de la margen izquierda del río Ussuri, a su vez afluente del río Amur en su curso bajo. Tiene una longitud de 453 km y drena una cuenca de 24.700 km² (similar a países como Macedonia, Yibuti o Belice).
Administrativamente, discurre íntegramente por el krai de Jabárovsk de la Federación de Rusia. 

## Geografía
El Jor nace en la vertiente occidental de los montes Sijote-Alin, a algo más de 120 km de la costa del mar de Japón. Discurre primero en dirección suroeste, a lo largo de una serie de valles en la parte occidental de las montañas. Tras salir de la parte alta de las montañas llega a la pequeña localidad de Sooli y sigue en dirección suroeste, un largo tramo recto por un valle bastante estrecho en el que recibe por la izquierda al río Taguemu y pasa cerca de Sukpai-Datami y Chuken, donde recibe, también por la izquierda, al río del mismo nombre. Vira hacia el oeste y describe una serie de bucles, pasando por Nizhenie Bogue, Srednejorskii, Gvasiugui, Kaffen, Jodi y Iuma. Finalmente abandona las montañas y se encamina al oeste por la región de las vastas llanuras donde fluye el río Ussuri. Pasa cerca de Antun' y Bichëvaia, donde recibe por la izquierda al río Matai. Continua por Aleksandro-Mijailovskoie, Sviatogor'ie, Novojor'ie y por último Jor, la ciudad que le da nombre, a 90 km de su desembocadura. A partir de aquí, el río se desdobla en varios brazos y desagua en el Ussuri por la margen derecha, en su curso bajo, entre las ciudades de Kukelevo y Haiqing, no lejos de que este entregue sus aguas al río Amur.
Sus principales afluentes son los ríos Matai (Матай), Katen (Катэн), Kafen (Кафэн), Cherenay (Черенай), Chui (Чуи), Sukpai (Сукпай), Kabul (Кабули).
El río es muy caudaloso y puede causar inundaciones catastróficas. Su caudal medio de 394 m³/s, puede llegar a subir hasta los 5.000 m³/s.

## Heladas - Navegabilidad
La congelación de Jor ocurre a finales de octubre o principios de noviembre, y permanece helado hasta finales de abril o principios de mayo. 
El río es navegable en un tramo de 196 km desde su boca. 

## Hidrometría
El caudal del río se ha observado durante un largo período de 44 años (1936-85) en la localidad de Jor, 36 km aguas arriba de su confluencia con el río Ussuri.
El caudal medio anual en ese período fue de 394 m³/s, para un área drenada de 24 500 km², es decir, casi la totalidad de cuenca del río. La lámina de agua que corre en la cuenca asciende a 507 mm al año, que puede considerarse alto. 
Alimentado en parte por el deshielo, el Jor es una corriente de régimen pluvio-nival que tiene básicamente dos temporadas. Las crecidas se producen desde la primavera hasta principios de otoño, de mayo a septiembre. Hay un caudal máximo doble: el primero, menor, se da en mayo y es causado por el deshielo y el derretimiento de la nieve en su cuenca; el segundo tiene lugar en agosto y está asociada al monzón de verano que riega todo el Extremo Oriente de Asia. En septiembre, y en especial en octubre, el caudal disminuye rápidamente, lo que lleva al período de aguas bajas, que dura de noviembre a abril. El río mantiene durante todo el período un bajo caudal de agua. 
El caudal medio mensual observado en marzo (mínimo estiaje) fue de 34,4 m³/s, o el 3,5% del caudal medio en agosto (929 m³/s), lo que demuestra la gran amplitud de las variaciones estacionales. En el período de observación de 44 años, el caudal mínimo mensual fue 16,7 m³/s, en marzo de 1951, mientras que el caudal máximo mensual ascendió a 2740 m³/s en agosto de 1981. 
Considerando sólo el periodo estival, libre de hielo (meses de mayo a septiembre inclusive), el caudal mensual mínimo observado fue de 224 m³/s en agosto de 1980, un nivel que aún fue cómodo. Caudales inferiores a 250 m³/s en los meses de verano fueron bastante raros. 
Caudal medio mensual del río Jor medido en la estación hidrométrica de Jor (en m³/s)
(Datos calculados para un período de 44 años)